# Nuno Gomes
Nuno Gomes (født Nuno Miguel Soares Pereira Ribeiro 5. juli 1976 i Amarante) er en tidligere portugisisk fodboldspiller. Som optrådte som angriber senest hos Blackburn Rovers i engelske Premier League.

## Landshold
Nuno Gomes debuterede på Portugals A-landshold i 1996, bare 19 år gammel. Han slog igennem fire år senere, under EM 2000, da han scorede i Portugals åbningskamp. Han scorede fire mål i turneringen, hvor Portugal kom til semifinalen.
Han har senere deltaget i VM 2002, EM 2004 og VM 2006, hvor han scoret et mål i bronzefinalen mod Tyskland.

## Klubfodbold
Nuno Gomes debuterede for klubben Boavista FC sæsonen 1994/95. Efter tre sæsoner i klubben (med 60 ligamål i 101 kampe) gik han til italienske AC Fiorentina. Han vandt den italienske cup det første år, før klubbens økonomiske problemer fremskyndede Gomes' retur til Benfica.
Efter 12 år i Benfica skiftede Nuno Gomes i sæsonen 2011-2012 til Braga på en fri transfer.
Det skulle vise sig og blive et kort ophold for den nuværende 36 årige angriber der i sommertransfervinduet 2012-13 skifter til de engelske Premier League-nedrykkere Blackburn Rovers hvor han bliver udstyret med en 2-årig kontrakt.

## Eksterne links
- Officielle hjemmeside